# Without a Paddle
Without a Paddle is een Amerikaanse filmkomedie uit 2004, met in de hoofdrollen Matthew Lillard, Seth Green en Dax Shepard als drie vrienden die in het bos op zoek gaan naar de buit van een vliegtuigkaping dertig jaar eerder. Dit achtergrondverhaal is gebaseerd op het waargebeurde verhaal van D.B. Cooper.
De film is een parodie op avonturenfilms als Deliverance. Acteur Burt Reynolds, die te zien was in Deliverance, heeft een rol in deze film.
Without a Paddle speelt zich af in de Amerikaanse staat Oregon, maar werd om fiscale redenen opgenomen in Nieuw-Zeeland. De meeste kampeerscènes in het woud werden opgenomen in een groot magazijn.
De film werd op vrij negatieve commentaren onthaald, maar was op commercieel vlak wel een succes. In de VS bracht hij bijna zestig miljoen dollar op, daarbuiten ruim tien miljoen.

## Verhaal
Wanneer hun goede vriend Billy overlijdt besluiten Tom, Jerry en Dan op zoek te gaan naar de buit van D.B. Cooper, aan de hand van een kaart met de vermeende locatie van Coopers geld die Billy heeft nagelaten. De drie vrienden huren een kano om de rivier op te gaan. Daarbij storten ze van een waterval en raken hierbij hun spullen kwijt, waaronder de kaart. Het voornaamste doel wordt nu het zoeken van eten en onderdak. Tijdens hun zoektocht treffen ze een wietplantage aan. De plantage vliegt in brand, waarna de eigenaren op jacht gaan naar hen.
Op de vlucht belanden ze, na een passage bij twee hippiemeisjes in een boomhut, bij de blokhut van Del Knox, een vriend van D.B. Cooper. Hij verleent hen onderdak. Als de eigenaren van de wietplantage Del Knox' hut aantreffen nemen ze de hut onder vuur. Op hun vlucht ontdekken Tom, Jerry en Dan bij toeval een mijningang waar D.B. Cooper zich verborgen had gehouden. Ze stuiten hierbij op zijn lichamelijk overschot. De helft van het geld is echter verloren gegaan doordat Cooper het had verbrand in een poging zich met de warmte van het vuur in leven te houden.
De eigenaren van de wietplantage weten Tom, Jerry en Dan vervolgens te vinden en raken met hen in gevecht. De lokale politiechef arriveert, maar daarmee is de zaak nog niet voorbij. De agent blijkt corrupt te zijn en aan de kant van de plantage-eigenaren te staan. Door de goede samenwerking tussen de drie vrienden worden de boeven uitgeschakeld. Del Knox overhandigt zijn deel van Coopers buit aan de drie vrienden, waarna Knox voor het eerst in jaren eropuit trekt.

## Rolverdeling
| Acteur            | Personage                      | Opmerkingen                                                |
| ----------------- | ------------------------------ | ---------------------------------------------------------- |
| Dax Shepard       | Tom Marshall                   | Protagonist                                                |
| Matthew Lillard   | Jerry Conlaine                 | Protagonist                                                |
| Seth Green        | Dan Mott                       | Protagonist; arts van beroep                               |
| Dennis            | Abraham Benrubi                | Wietkweker                                                 |
| Ethan Suplee      | Elwood                         | Wietkweker                                                 |
| Burt Reynolds     | Del Knox                       | Vriend van D. B. Cooper                                    |
| Ray Baker         | Sheriff Briggs                 | Politiechef van de county waarin de drie vrienden trekken. |
| Bonnie Somerville | Denise / "Butterfly" (vlinder) | Hippiemeisje in boomhut                                    |
| Rachel Blanchard  | "Flower" (bloem)               | Hippiemeisje in boomhut                                    |
| Scott Adsit       | Vettige man                    |                                                            |